# Мургаш, Йозеф
Йозеф Мургаш (словац. Jozef Murgaš; англ. Joseph Murgas) (17 февраля 1864, Тайов, Австрийская империя (ныне Банскобистрицкий край Словакия) — 11 мая 1929, Уилкс-Барре, Пенсильвания, США) — словацкий изобретатель, архитектор, художник, коллекционер. Римско-католический священник.
Пионер в использовании беспроволочного телеграфа, внёсший большой вклад в будущую разработку мобильной связи и беспроводной передачи информации и человеческого голоса. Один из первых применивший частотную модуляцию в радиотелеграфии.

## Биография
В 1880—1882 года изучал теологию в Пресбурге (сейчас Братислава), Эстергоме (1882—1884) и до 1888 в Банска-Бистрица. С юности обладал талантом к рисованию, естественным наукам и технике.
После священнического рукоположения в 1888 году, служил викарием. По инициативе художника Д. Скутецкого, обратившего внимание на его талант живописца, Мургаш был принят в школу живописи в Будапеште, где обучался с 1889 по 1890 год. Затем продолжил изучение живописи в Мюнхене (1890—1893). Писал сакральные фигуры, пейзажи и портреты видных деятелей Словакии. Во всех костёлах, в которых он служил священником, написал алтарные полотна.
Из-за постоянных конфликтов с епископатом, в 1896 году Мургашу пришлось эмигрировать в США, где он был назначен в словацкий приход в городе Уилкс-Барре, штат Пенсильвания. Не имея возможности заниматься живописью, вновь обратился к естественным наукам, в основном электротехнике.
Основал лабораторию в Уилкс-Барре, где начал проводить опыты в области радиотелеграфии. В 1904 году получил свои первые два американских патента на устройства для беспроводной телеграфии.
В дальнейшем в 1907—1916 гг. получил ещё 15 патентов. Получив первых два патента, он организовал Universal Aether Telegraph Co, которая в сентябре 1905 года провела публичное испытание приëма-передачи информации на аппарате Мургаша. Тест прошëл успешно, однако ураган три месяца спустя уничтожил антенные мачты, что привело к ликвидации его компании.
Будучи священником, заботился о словацких иммигрантах, инициировал в Уилкс-Барре сооружение нового костела, создание библиотеки, кладбища, несколько школ, спортивного зала и площадок, которые используются до сих пор.
Издавал газету, в которой он опубликовал некоторые свои научно-популярные статьи и стихи.
Принимал активное участие в национальном движении словацкой эмиграции, писал статьи для прессы, был одним из основателей Словацкой лиги в Америке, активно поддержал создание независимого государства Чехословакия, организовал сбор денег в фонд американских словаков за создание Чехословакии, подписал Питтсбургское соглашение (1918) между чехами и словаками о создании единого государства Чехословакии.
В свободное время продолжал заниматься вопросами физики, проводил много экспериментов. За это его прозвали Радиосвященником. В связи с отсутствием финансирования исследовательской деятельности, средства получал от продажи своих картин. Был также коллекционером растений, минералов и насекомых. Его коллекция бабочек состояла из 9000 экземпляров со всего мира.
Начало Первой мировой войны и запрет в США на работу частных радиотелеграфных станций, положило конец пионерской деятельности Мургаша в этой области.
После создания Чехословакии, он вернулся на родину в 1920 году. Был преподавателем электротехники в гимназии, но так как и не нашёл поддержки и понимания своей исследовательской работы со стороны Министерства образования в Праге, четыре месяца спустя вернулся в США.
В 1925 году стал членом Федеральной комиссии по радио в Соединённых Штатах.
Умер в Уилкс-Барре четыре года спустя.

#### Некоторые патенты 1904—1916 годов
- U.S. Patent 759 825 «Wireless-telegraph apparatus» (1904)
- U.S. Patent 860 051 «Constructing Antennas for Wireless Telegraphy» (1907).
- U.S. Patent 848 675 «Wave meter» (1907)
- U.S. Patent 848 676 «Electrical transformer» (1907)
- U.S. Patent 860 051 «Underground wireless telegraphy»
- U.S. Patent 876 383 «Apparatus for making electromagnetic waves» (1908)
- U.S. Patent 915 993 «Wireless telegraphy»(1909)
- U.S. Patent 917 103 «Making of sparkles frequency from power supply without interrupter»(1909)
- U.S. Patent 917 104 «Magnetic waves detector»(1909)
- U.S. Patent 930 780 «Magnetic detector» (1909)
- U.S. Patent 1 001 975 «Apparatus for making electrical oscillations» (1911)
- U.S. Patent 1 034 739 «Spinning reel for fishing rod» (1912)
- U.S. Patent 1 196 969 «The way and apparatus for making electrical alternating current oscillations» (1916)

## Память
- Йозефу Мургашу установлены памятники в Братиславе (Словакия), Уилкс-Барре (США),
- Его именем названа улица в Подбрезова в Словакии и электротехническая школа в Банска-Быстрица,
- В 1944 году в США назван транспортный пароход «Джозеф Мургаш»
- Первая коммеморативная марка посвященная 10-й годовщине со дня смерти Йозефа Мургаша вышла в сентябре 1939 года.
- Вторая почтовая марка выпущена в 1994 году Министерством транспорта, связи и общественных работ Словацкой Республики по случаю 130-летия со дня рождения Йозефа Мургаша.
- учреждена ежегодная премия имени Йозефа Мургаша за оригинальный теоретический вклад в поддержку развития телекоммуникационных услуг в Словакии, теоретический вклад в развитие телекоммуникаций и телекоммуникационной отрасли в Словакии.